# ИЭК Холдинг
ИЭК Холдинг (IEK Group) — группа российских электротехнических компаний.

## История
Продукция торговой марки ИЭК впервые была поставлена на электротехнический рынок России в 1999 году. Аббревиатура ИЭК расшифровывается как ИнтерЭлектроКомплект. Для выхода на внешние рынки используется бренд IEK.
В 2002 году было построено собственное производства в Тульской области, выпускающее металлические корпуса. В 2004 году на этой же площадке открыт комплекс по производству кабеленесущих систем из ПВХ. В 2008 году запущен третий производственный комплекс в Тульской области по выпуску электротехнической продукции методом высокого давления. Три предприятия компании были реорганизованы в единый производственный комплекс ГК IEK. К 2010 году каждый 10-й работающий на предприятиях Ясногорского района работал в ГК IEK.
В 2010 году компания организовала производственную площадку в Новосибирской области. Завод открылся на базе Бердского электромеханического завода (БЭМЗ). В 2019 году это производство переехало на завод, построенный компанией на территории Промышленно-логистического парка Новосибирской области. Новое предприятие введено в эксплуатацию в марте 2020 года.
В 2018 году проведен ребрендинг компании — новый корпоративный бренд IEK GROUP стал преемником Группы компаний IEK.
По итогам 2019 года бренд IEK был отмечен почётным знаком «Марка № 1 в России» уже в третий раз.
3 июля 2019 года IEK GROUP приобрела контрольный пакет долей в уставном капитале компании LEDEL (64 процента).
21 декабря 2020 года подписано соглашение о приобретении IEK GROUP 85 % долей в уставном капитале ООО «МПС Софт» — компании-разработчика программного обеспечения MasterSCADA.
Летом 2022 года, в связи с уходом из России крупнейшего шведско-швейцарского производителя и поставщика электрооборудования ABB, компания ИЭК, наряду с TDM Electric и Курским электроаппаратным заводом (КЭАЗ) называлась экспертами среди наиболее вероятных покупателей российского бизнеса ABB.
В октябре 2023 года «ИЭК Холдинг» приобрёл российские активы французской компании Legrand. В сделку вошли три производственные площадки и более 20 представительств компании в российских городах.

## Бренды
- IEK — электротехническая продукция.
- IEK Lighting — светотехническое оборудование.
- ITK — продукция для информационных технологий.
- ONI — оборудование для промышленной автоматизации.
- LEDEL — профессиональное LED-освещение.
- MasterSCADA — программный комплекс для разработки систем управления и диспетчеризации.
- GENERICA — электротехническая продукция домашне-бытового назначения.

## Предприятия компании
Собственные производственные предприятия IEK GROUP размещены в городах Ясногорск, Новосибирск и Казань.
Зарубежные представительства компании открыты в странах СНГ. Предприятия, выпускающие продукцию под брендами компании находятся в основном в Китае, имеются также в странах Европы, Турции, Пакистане, Корее, Японии, Индии. Центральный офис компании расположен в Москве.